# TOTAL ECLIPSE
TOTAL ECLIPSE（トータルエクリプス）は、かつて全日本プロレスで活動していたヒールユニット。名前は「皆既月食」を意味する。

## 概要
2021年1月24日、諏訪魔との三冠ヘビー級王座戦にクリーンファイトに終始したが敗北した芦野祥太郎は、当時在籍していたユニットEnfants Terriblesの土肥こうじや羆嵐と不仲になっていた。その1か月後の2月23日後楽園ホール大会にて、ジェイク・リー率いる陣との6人タッグマッチを行ったが、この試合中に土肥と羆嵐が、対戦相手であるTAJIRIと岩本煌史を芦野に投げつけるという暴挙を犯す。そしてセコンドの大森北斗、児玉裕輔も芦野に攻撃を加え、堪らず芦野は対戦相手のジェイクの足下へと這っていくが、そのジェイクにもエルボーとストンピングを見舞われてしまう。岩本はジェイクから「お前もやれよ」と迫られたが、拒否したところエルボーを見舞われ、結果Enfants Terribles・陣ともに分裂。ジェイク、TAJIRI、北斗、児玉、土肥、羆嵐が結託する事態となった。
この試合のバックステージコメントにてジェイクは「俺は結果が全てだと思ってる。正義が勝つんじゃなくて、勝ったから正義なんだ」と豪語。TAJIRIに至っては「ちょっと面白そうだからついてきちゃった」と宣言。なおジェイクの発言は、後に発売されたグッズにも「THE WINNER IS JUSTICE」というキャッチコピーとして記されている。
同年3月6日に「TOTAL ECLIPSE」として始動。また14日の試合ではジェイクが岩本に「ラストチャンス」として勧誘するも拒否され、完全に袂を分かつ。
その後ジェイクは自身初の三冠ヘビー級王座戴冠やチャンピオン・カーニバル優勝、北斗も自身初タイトルとなる全日本プロレスTV認定6人タッグ王座獲得など飛躍を遂げる。また12月26日、本田竜輝の試練の七番勝負最終戦にジェイクが立ちはだかり、試合後に本田がTOTAL ECLIPSE入りを直訴、ジェイクも迎え入れる構えを見せた。しかしこの対決でジェイクは鼻骨骨折及び左眼窩内側壁骨折の重傷を負い、三冠王座を返上、長期欠場を余儀なくされた。その後も児玉&北斗組のJr. TAG BATTLE OF GLORY優勝やアジアタッグ王座獲得、土肥&羆嵐の世界最強タッグ決定リーグ戦準優勝など着実に実績を残し、ジェイクは同年のプロレス大賞殊勲賞を初受賞した。
しかし2022年のチャンピオン・カーニバルにて青柳優馬が優勝、ジェイクが準優勝に終わると、青柳より共闘を求められる。5月29日、ジェイクの希望でTAJIRIとシングルマッチを敢行。敗戦したTAJIRIは、リング上でジェイクと握手を交わし、Twitterにてユニット離脱を表明した。また試合後にジェイクと青柳が握手を交わし結託。さらに本田もユニット脱退および立花誠吾とともに芦野との結託を表明した（のちにGUNGNIR OF ANARCHYに発展）。
ユニットに関しては青柳の加入、ジェイクの離脱はないが、以降ジェイクと北斗は青柳兄弟や石川修司らとのタッグが中心となる。また6月以降、土肥&羆嵐の参戦が途絶える。
同年9月18日の日本武道館大会で、ジェイクは次期三冠王座挑戦権を賭けて野村直矢と対戦するも、わずか47秒でフォール負け。翌19日の後楽園ホール大会で、ジェイクはTOTAL ECLIPSE解散を発表した。

## メンバー
- ジェイク・リー（リーダー、結成 - 解散）
- 大森北斗（結成 - 解散）
- 羆嵐（結成 - 解散）
- 土肥こうじ（結成 - 解散）

## 元メンバー
- TAJIRI（結成 - 2022年5月29日）
- 本田竜輝（2022年1月2日 - 5月29日）
- 児玉裕輔（結成 - 2022年7月18日）

## タイトル歴
三冠ヘビー級王座
ジェイク・リー（第64代、第66代）
アジアタッグ王座
大森北斗&児玉裕輔（第112代）
全日本プロレスTV認定6人タッグ王座
TAJIRI&大森北斗&児玉裕輔（第2代）
MLW世界ミドル級王座
TAJIRI（第4代）
チャンピオン・カーニバル 優勝
ジェイク・リー（2021年）
Jr. TAG BATTLE OF GLORY 優勝
大森北斗&児玉裕輔（2021年）
プロレス大賞
2021年度プロレス大賞 殊勲賞（ジェイク・リー）